# Osvaldo Cochrane Filho
Osvaldo Cochrane Filho (* 29. Juli 1933 in Rio de Janeiro; † 9. Dezember 2020 ebenda) war ein brasilianischer Wasserballspieler.

## Biografie
Osvaldo Cochrane Filho begann im Alter von 12 Jahren mit dem Schwimmsport bei Fluminense. 1952 trat er der Wasserballmannschaft des Clubs bei. Mit dieser war er 104 Spiele in Folge ungeschlagen (1952 bis 1961). 1955 wurde er erstmals in die Brasilianische Nationalmannschaft berufen. Mit dieser nahm er an den Olympischen Sommerspielen 1964 in Tokio teil, wo die Mannschaft den 13. Platz belegte. Nach den Panamerikanischen Spielen 1971 in Cali beendete er seine Karriere.
Am 9. Dezember 2020 starb Cochrane Filho im Alter von 87 Jahren während der COVID-19-Pandemie in Brasilien an den Folgen einer SARS-CoV-2-Infektion.